# Hermann Auer
Hermann Auer (* 1. Dezember 1902 in München; † 24. Januar 1997 ebenda) war ein deutscher Physiker. Er war wissenschaftlicher Direktor des Deutschen Museums und Präsident von ICOM Deutschland.

## Werdegang
Nach dem Studium der Physik, der Promotion 1925 zum Dr. rer. nat. in Frankfurt am Main und der Habilitation 1936 in München war Hermann Auer ab 1936 Dozent für Physik an der Universität München. Er war seit dem 4. Oktober 1933 beim NSKK und dort Rottenführer, am 4. Juni 1937 beantragte er die Aufnahme in die NSDAP und wurde rückwirkend zum 1. Mai desselben Jahres aufgenommen (Mitgliedsnummer 4.589.020). 1943 wurde er zum außerplanmäßigen Professor ernannt.
Ab 1948 war er wissenschaftlicher Leiter der Abteilung „Physik“ und von 1959 bis 1971 Direktor am Deutschen Museum in München. Er war ab 1965 Mitglied im Exekutivrat des International Council of Museums (ICOM) in Paris und von 1968 bis 1992 Präsident des Deutschen Nationalkomitees von ICOM (ICOM Deutschland). Zudem war er ab 1917 Mitglied der Deutschen UNESCO-Kommission.

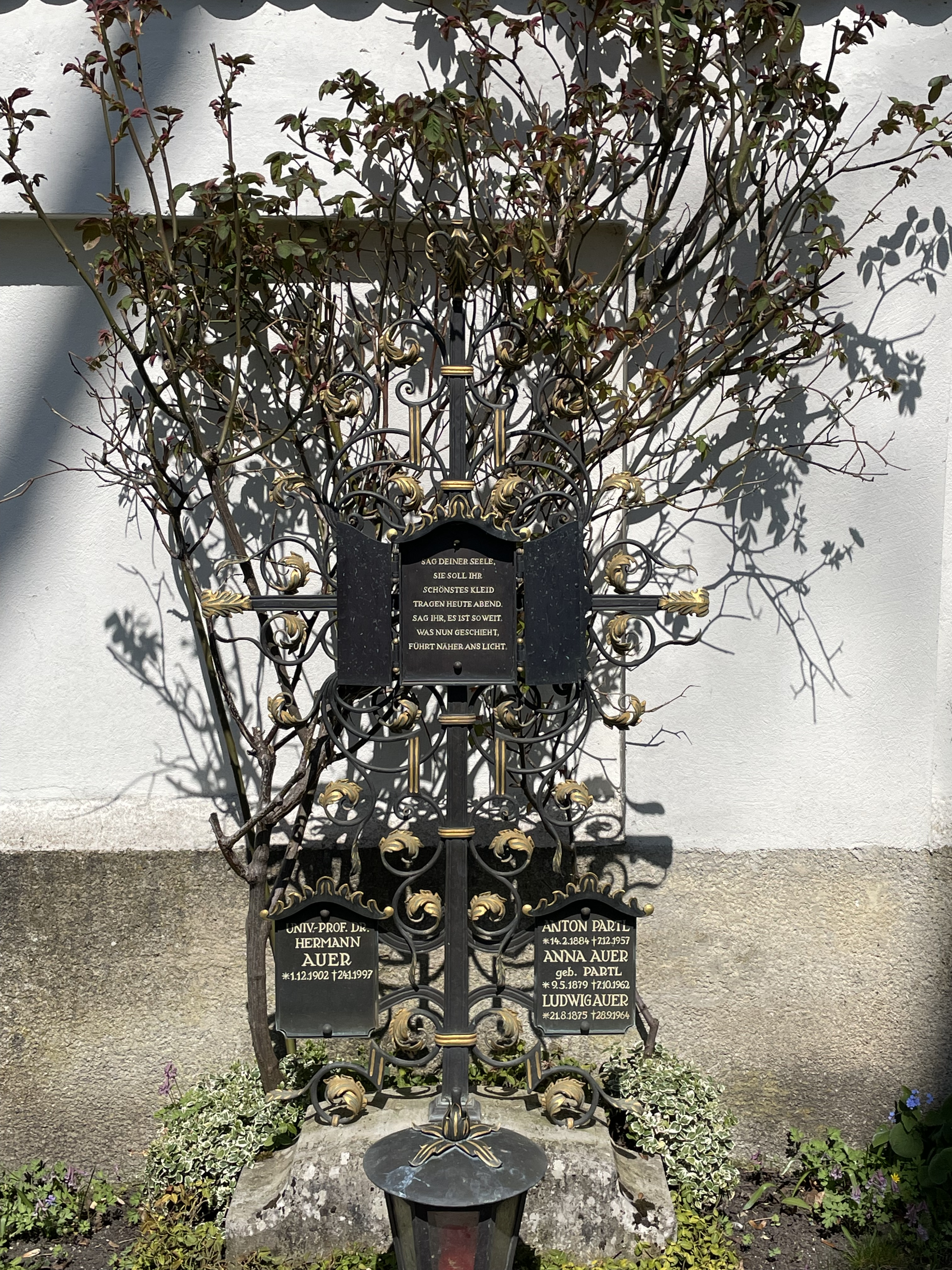
Grab von Hermann Auer auf dem Nymphenburger Friedhof

Im Jahr 1993 gründete er mit seiner Ehefrau Ursula Auer die Hermann Auer Stiftung. Hermann Auers Grab befindet sich auf dem Nymphenburger Friedhof in München.

## Ehrungen
- 1978: Großes Verdienstkreuz der Bundesrepublik Deutschland[8]
- 1994: Bayerischer Verdienstorden

## Schriften
- Magnetische Suszeptibilität und Zustandsänderung des vergütbaren Systems Aluminium-Kupfer. VDI, Berlin 1936.
- als Herausgeber: Anhandlungen und Berichte des Deutschen Museums. 1951 ff.
- mit Friedrich Klemm: Schätze im Deutschen Museum – Bildnisse und Werke von Naturforschern und Ingenieuren. Aus den Sammlungen des Deutschen Museums von Meisterwerken der Naturwissen und Technik in München. VDI, Düsseldorf 1968.
- als Mitverfasser: Denkschrift Museen. Deutsche Forschungsgemeinschaft, 1974.
- als Herausgeber: Das Museum im technischen und sozialen Wandel unserer Zeit. Verlag Dokumentation, Pullach 1975, ISBN 3-7940-3427-9.
- als Herausgeber: Raum, Objekt und Sicherheit im Museum. Saur, München u. a. 1978, ISBN 3-598-07074-8.
- als Herausgeber: Das Museum und die Dritte Welt. Saur, München u. a. 1981, ISBN 3-598-10346-8.
- als Herausgeber: Bewahren und Ausstellen, Die Forderungen des kulturellen Erbes in Museen. Saur, München u. a. 1984, ISBN 3-598-10481-2.
- als Herausgeber: Chancen und Grenzen moderner Technologien im Museum. Saur, München u. a. 1986, ISBN 3-598-10631-9.
- als Herausgeber: Museologie – Neue Wege – Neue Ziele. Saur, München u. a. 1989, ISBN 3-598-10809-5.
- als Herausgeber: Museum und Denkmalpflege.  Saur, München u. a. 1992, ISBN 3-598-11107-X.